# Le Père Goriot (téléfilm, 1972)
Pour les articles homonymes, voir Le Père Goriot (homonymie).
Le Père Goriot est un téléfilm français de Guy Jorré diffusé en 1972, adapté du roman éponyme de Honoré de Balzac.

## Synopsis
Jean-Joachim Goriot, négociant enrichi pendant la Révolution, est obsédé par l'amour de ses deux filles dont il souhaite la promotion sociale. Il les dote richement, se ruine pour payer leur dettes, mais Delphine et Anastasie ne lui rendent pas son affection et l'abandonnent au moment de sa mort pour courir à un grand bal.

## Fiche technique
- Titre : Le Père Goriot
- Réalisation : Guy Jorré
- Scénario : Jean-Louis Bory, d’après Honoré de Balzac
- Pays :  France
- Durée : 1 h 30
- Date de diffusion : 9 mars 1972

## Distribution
- Charles Vanel : Jean-Joachim Goriot
- Bruno Garcin : Eugène de Rastignac
- Roger Jacquet : Vautrin
- Monique Nevers : Delphine de Nucingen
- Elia Clermont : Anastasie de Restaud
- Nadine Alari : la vicomtesse de Beauséant
- Barbara Laage : Antoinette de Langeais
- François Tilly : Horace Bianchon
- Guy Kerner : monsieur de Restaud
- Renée Gardès : madame Vauquer
- Annie Savarin : Sylvie
- Paul Rieger : Christophe
- Katy Fraysse : Victorine Taillefer
- Marie Mergey : madame Couture
- Renée Delmas : madame Michonneau
- Georges Bever : Poiret
- François Timmerman : Maxime de Trailles
- François Moro-Giafferi : le marquis d'Ajuda-Pinto
- Pierre Nègre : le chef de la police
- Michel Duplaix, Jean Marconi et Jean Moulard : les valets